# Dream Team
Dream Team («equipo de ensueño» en español) fue el sobrenombre de la selección de baloncesto de Estados Unidos que ganó la medalla de oro en los Juegos Olímpicos de Barcelona 1992 celebrados en España y que reunía por primera vez a las estrellas de la liga norteamericana NBA, ya que las nuevas reglas permitieron a atletas profesionales estadounidenses competir en los Juegos Olímpicos por primera vez.

## Miembros
*  Jugadores que fueron incluidos en la lista de los 50 mejores jugadores en la historia de la NBA en el 50.º aniversario de la liga.
Shaquille O'Neal era el jugador de universidad favorito para ser incluido en el equipo pero finalmente eligieron a Christian Laettner. Shaq fue a los siguientes Juegos Olímpicos de 1996.

## Preolímpico - Torneo de las Américas de 1992
El Dream Team se clasificó para los Juegos Olímpicos tras conseguir una marca de 6-0 en el Torneo masculino de las Américas de  1992 celebrado en Portland (Estados Unidos), venciendo en la final por 47 puntos al equipo de Venezuela, 127-80.

## Juegos Olímpicos de 1992
El Dream Team ganó la medalla de oro tras vencer de forma clara a todos sus oponentes, consiguiendo una marca de 8-0 y una media de 117,3 puntos en todos los partidos y una diferencia media respecto a los rivales de 43,75 puntos.
| 26 de julio Grupo A, Partido 1 | Angola                                            | 48–116                             | Estados Unidos                                  |                                                          |  |
| 16:30 (CEST)                   | Marcador por tiempos: 16–64, 32–52                | Marcador por tiempos: 16–64, 32–52 | Marcador por tiempos: 16–64, 32–52              |                                                          |  |
|                                | Estadísticas Macedo, 10 Conceição, 7 Conceição, 2 | Reporte Pts Reb Asts               | Estadísticas Barkley, 24 Barkley, 6 Johnson, 10 | Pabellón: Pavelló Olímpic de Badalona, Barcelona, España |  |

| 27 de julio Grupo A, Partido 2 | Croacia                                    | 70–103                             | Estados Unidos                              |                                                          |  |
| 20:30 (CEST)                   | Marcador por tiempos: 37–54, 33–49         | Marcador por tiempos: 37–54, 33–49 | Marcador por tiempos: 37–54, 33–49          |                                                          |  |
|                                | Estadísticas Petrović, 19 Rađa, 8 Kukoč, 5 | Reporte Pts Reb Asts               | Estadísticas Jordan, 21 Malone, 5 Pippen, 9 | Pabellón: Pavelló Olímpic de Badalona, Barcelona, España |  |

| 29 de julio Grupo A, Partido 3 | Estados Unidos                             | 111–68                             | Alemania                                      |                                                          |  |
| 20:30 (CEST)                   | Marcador por tiempos: 58–23, 53–45         | Marcador por tiempos: 58–23, 53–45 | Marcador por tiempos: 58–23, 53–45            |                                                          |  |
|                                | Estadísticas Bird, 19 Malone, 5 Jordan, 12 | Reporte Pts Reb Asts               | Estadísticas Schrempf, 15 Schrempf, 8 Rödl, 2 | Pabellón: Pavelló Olímpic de Badalona, Barcelona, España |  |

| 31 de julio Grupo A, Partido 4 | Estados Unidos                                | 127–83                             | Brasil                                                      |                                                          |  |
| 22:30 (CEST)                   | Marcador por tiempos: 60–41, 67–42            | Marcador por tiempos: 60–41, 67–42 | Marcador por tiempos: 60–41, 67–42                          |                                                          |  |
|                                | Estadísticas Barkley, 30 Ewing, 9 Drexler, 10 | Reporte Pts Reb Asts               | Estadísticas Schmidt, 24 dos Santos, 9 Ponikwar de Souza, 7 | Pabellón: Pavelló Olímpic de Badalona, Barcelona, España |  |

| 2 de agosto Grupo A, Partido 5 | España                                        | 81–122                             | Estados Unidos                               |                                                          |  |
| 22:30 (CEST)                   | Marcador por tiempos: 35–65, 46–57            | Marcador por tiempos: 35–65, 46–57 | Marcador por tiempos: 35–65, 46–57           |                                                          |  |
|                                | Estadísticas Jiménez, 23 Andreu, 7 Jiménez, 6 | Reporte Pts Reb Asts               | Estadísticas Barkley, 20 Ewing, 10 Pippen, 9 | Pabellón: Pavelló Olímpic de Badalona, Barcelona, España |  |

| 4 de agosto Cuartos de final | Estados Unidos                                | 115–77                             | Puerto Rico                               |                                                          |  |
| 22:30 (CEST)                 | Marcador por tiempos: 67–40, 48–37            | Marcador por tiempos: 67–40, 48–37 | Marcador por tiempos: 67–40, 48–37        |                                                          |  |
|                              | Estadísticas Mullin, 21 Laettner, 8 Pippen, 8 | Reporte Pts Reb Asts               | Estadísticas Ortiz, 13 Ortiz, 8 Carter, 4 | Pabellón: Pavelló Olímpic de Badalona, Barcelona, España |  |

| 6 de agosto Semifinales | Lituania                                                 | 76–127                             | Estados Unidos                                 |                                                          |  |
| 22:30 (CEST)            | Marcador por tiempos: 30–49, 46–78                       | Marcador por tiempos: 30–49, 46–78 | Marcador por tiempos: 30–49, 46–78             |                                                          |  |
|                         | Estadísticas Marčiulionis, 20 Sabonis, 8 Marčiulionis, 8 | Reporte Pts Reb Asts               | Estadísticas Jordan, 21 Robinson, 8 Johnson, 8 | Pabellón: Pavelló Olímpic de Badalona, Barcelona, España |  |

| 8 de agosto Final | Croacia                                    | 85–117                             | Estados Unidos                              |                                                          |  |
| 22:00 (CEST)      | Marcador por tiempos: 42–56, 43–61         | Marcador por tiempos: 42–56, 43–61 | Marcador por tiempos: 42–56, 43–61          |                                                          |  |
|                   | Estadísticas Petrović, 24 Rađa, 6 Kukoč, 9 | Reporte Pts Reb Asts               | Estadísticas Jordan, 22 Ewing, 6 Johnson, 6 | Pabellón: Pavelló Olímpic de Badalona, Barcelona, España |  |

### Estadísticas en los Juegos Olímpicos

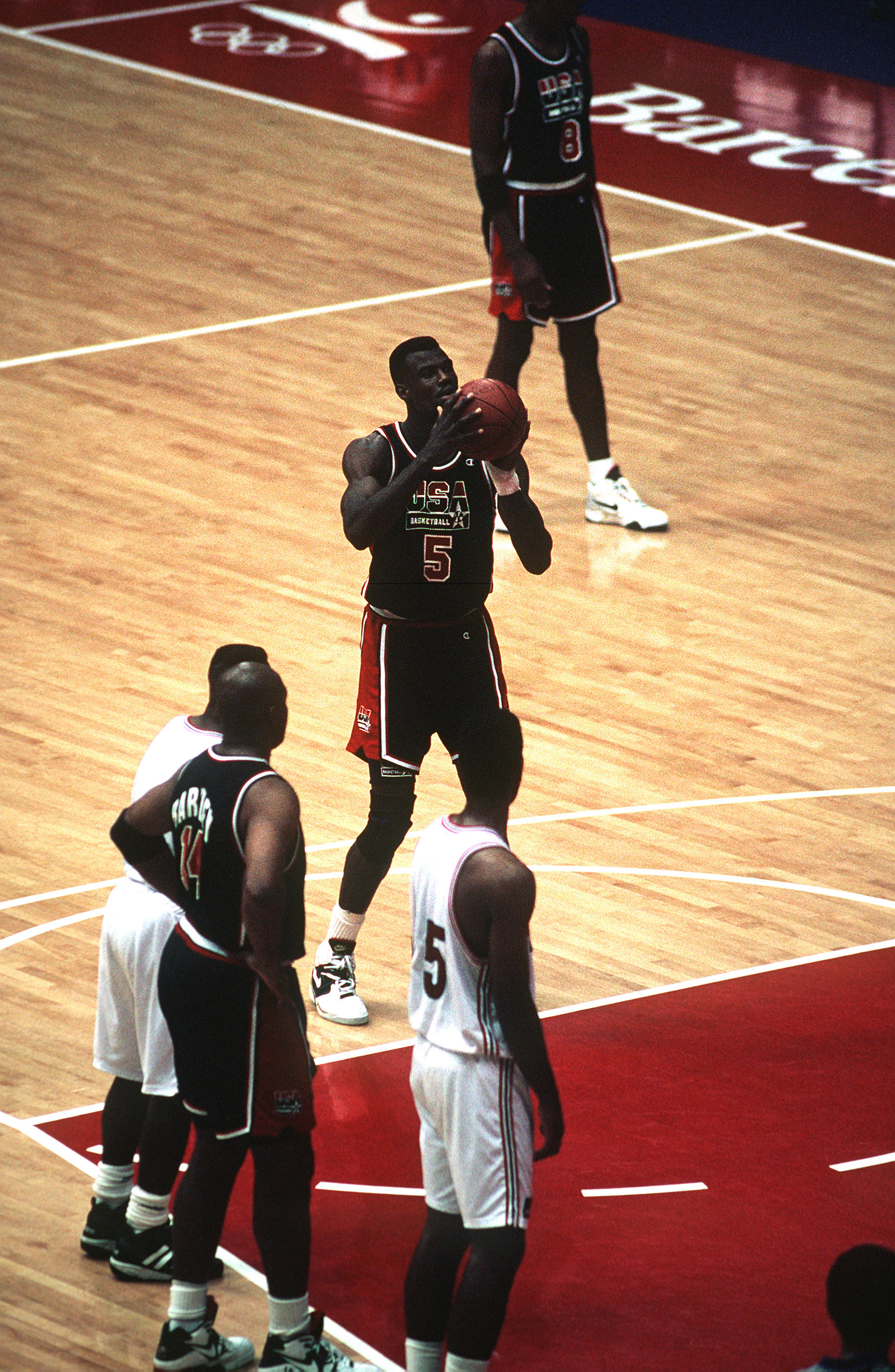
David Robinson, miembro del Dream Team en el encuentro ante Puerto Rico durante los Juegos Olímpicos de Barcelona 1992.

| Jugador            | PJ | PT | TCI | TCA | %TC  | 3PI | 3PA | %3P  | TLI | TLA | %TL  | PPP  | RPP | APP |
| ------------------ | -- | -- | --- | --- | ---- | --- | --- | ---- | --- | --- | ---- | ---- | --- | --- |
| Charles Barkley    | 8  | 4  | 59  | 83  | .711 | 7   | 8   | .875 | 19  | 26  | .731 | 18.0 | 4.1 | 2.4 |
| Larry Bird         | 8  | 3  | 25  | 48  | .521 | 9   | 27  | .333 | 8   | 10  | .800 | 8.4  | 3.8 | 1.8 |
| Clyde Drexler      | 8  | 3  | 37  | 64  | .578 | 6   | 21  | .286 | 4   | 10  | .400 | 10.5 | 3.0 | 3.6 |
| Patrick Ewing      | 8  | 4  | 33  | 53  | .623 | 0   | 0   | .000 | 10  | 16  | .625 | 9.5  | 5.3 | 0.4 |
| Magic Johnson      | 6  | 5  | 17  | 30  | .567 | 6   | 13  | .462 | 8   | 10  | .800 | 8.0  | 2.3 | 5.5 |
| Michael Jordan     | 8  | 8  | 51  | 113 | .451 | 4   | 19  | .211 | 13  | 19  | .684 | 14.9 | 2.4 | 4.8 |
| Christian Laettner | 8  | 0  | 9   | 20  | .450 | 2   | 6   | .333 | 18  | 20  | .900 | 4.8  | 2.5 | 0.4 |
| Karl Malone        | 8  | 4  | 40  | 62  | .645 | 0   | 0   | .000 | 24  | 32  | .750 | 13.0 | 5.3 | 1.1 |
| Chris Mullin       | 8  | 2  | 39  | 63  | .619 | 14  | 26  | .538 | 11  | 14  | .786 | 12.9 | 1.6 | 3.6 |
| Scottie Pippen     | 8  | 3  | 28  | 47  | .596 | 5   | 13  | .385 | 11  | 15  | .733 | 9.0  | 2.1 | 5.9 |
| David Robinson     | 8  | 4  | 27  | 47  | .574 | 0   | 0   | .000 | 18  | 26  | .692 | 9.0  | 4.1 | 0.9 |
| John Stockton      | 4  | 0  | 4   | 8   | .500 | 1   | 2   | .500 | 2   | 3   | .667 | 2.8  | 0.3 | 2.0 |

## Filmografía
- Documental TVE (24/12/2015), «Conexión Vintage - Dream Team USA '92» en RTVE.es[4]